# Lycastrirhyncha nitens
Lycastrirhyncha nitens är en tvåvingeart som beskrevs av Jacques-Marie-Frangile Bigot 1859. Lycastrirhyncha nitens ingår i släktet Lycastrirhyncha och familjen blomflugor. Inga underarter finns listade i Catalogue of Life.